# Gísli Þórðarson
Gísli Gottskálk Þórðarson (ur. 12 września 2004) – islandzki prawonożny piłkarz, defensywny pomocnik, występujący także jako ofensywny oraz środkowy pomocnik, od 2025 w Lechu Poznań. 

## Kariera klubowa
Występował w drużynie U-19 klubu Breiðablik w Kópavogur, na wypożyczeniu w drużynach U-17 i U-18 klubu Bologna FC we Włoszech, a od 1 lipca 2022 roku w pierwszej drużynie klubu Víkingur Reykjavík. 7 stycznia 2025 roku podpisał kontrakt z Lechem Poznań.

## Sukcesy
Víkingur Reykjavík
- Mistrzostwo Islandii: 2023
- Puchar Islandii: 2022, 2023
- Superpuchar: 2024

Lech Poznań
- Mistrzostwo Polski: 2024/2025[2]